# Großer Preis von Italien 1986
Der Große Preis von Italien 1986 (offiziell 57º Gran Premio d'Italia) fand am 7. September auf dem Autodromo Nazionale di Monza in Monza statt und war das 13. Rennen der Formel-1-Weltmeisterschaft 1986.

## Berichte

### Hintergrund
Ein neues Team namens Jolly Club trat erstmals an. Der von einem Motori-Moderni-Turboaggregat angetriebene AGS JH21C wurde von Ivan Capelli pilotiert.
Der italienische Debütant Alex Caffi vertrat bei Osella den Kanadier Allen Berg. Somit traten acht Italiener zu ihrem Heimrennen an.
In der Fahrerwertung lagen die vier Titelkandidaten Nigel Mansell, Alain Prost, Ayrton Senna und Nelson Piquet acht Punkte auseinander.

### Training
Wie schon drei Wochen zuvor in Österreich sicherte sich Benetton-Pilot Teo Fabi die Pole-Position. Prost folgte vor Mansell und Fabis Teamkollegen Gerhard Berger. Die dritte Startreihe bildeten die beiden Brasilianer Senna und Piquet.

### Rennen
Vor dem Start hatten beide für die erste Reihe qualifizierten Fahrer Probleme mit ihren Wagen. Während Fabi vom letzten Platz aus ins Rennen ging, wechselte Prost in ein T-Car und nahm das Rennen damit aus der Boxengasse auf.
Berger nutzte die Tatsache, dass die erste Startreihe unbesetzt war, um in Führung zu gehen. Ihm folgten die beiden Williams-Piloten Mansell und Piquet. René Arnoux, Keke Rosberg und Michele Alboreto belegten zu diesem Zeitpunkt die Ränge vier bis sechs.
In der siebten Runde übernahm Mansell die Führung. Im folgenden Umlauf wurde Berger von Piquet und Alboreto auf den vierten Rang verwiesen.
Innerhalb von 18 Runden kämpfte sich Prost bis auf den sechsten Rang nach vorn. Dann wurde er mit der schwarzen Flagge disqualifiziert, da sein Wechsel ins T-Car von den Funktionären als unrechtmäßig beurteilt wurde. Noch bevor er die Box erreichte, versagte sein Motor. Er hätte das Rennen somit ohnehin nicht beenden können.
Ein Dreher mit anschließend notwendigem Reparaturstopp an der Box warf Alboreto aus der Spitzengruppe. In der 38. Runde zog Piquet an Mansell vorbei, verschaffte sich einen kleinen Vorsprung und siegte, wodurch er auf den zweiten Rang der WM-Wertung rückte. Hinter Mansell belegte Stefan Johansson den dritten Platz vor Rosberg, Berger und dem Weltmeister von 1980 Alan Jones.

## Meldeliste
| Team                           | Nr. | Fahrer             | Chassis        | Motor                         | Reifen |
| ------------------------------ | --- | ------------------ | -------------- | ----------------------------- | ------ |
| Marlboro McLaren International | 01  | Alain Prost        | McLaren MP4/2C | TAG/Porsche TTE PO1 1.5 V6t   | G      |
| Marlboro McLaren International | 02  | Keke Rosberg       | McLaren MP4/2C | TAG/Porsche TTE PO1 1.5 V6t   | G      |
| Data General Team Tyrrell      | 03  | Martin Brundle     | Tyrrell 015    | Renault EF15 1.5 V6t          | G      |
| Data General Team Tyrrell      | 04  | Philippe Streiff   | Tyrrell 015    | Renault EF15 1.5 V6t          | G      |
| Canon Williams Honda Team      | 05  | Nigel Mansell      | Williams FW11  | Honda RA166E 1.5 V6t          | G      |
| Canon Williams Honda Team      | 06  | Nelson Piquet      | Williams FW11  | Honda RA166E 1.5 V6t          | G      |
| Motor Racing Developments      | 07  | Riccardo Patrese   | Brabham BT55   | BMW M12/13 1.5 L4t            | P      |
| Motor Racing Developments      | 08  | Derek Warwick      | Brabham BT55   | BMW M12/13 1.5 L4t            | P      |
| John Player Special Team Lotus | 11  | Johnny Dumfries    | Lotus 98T      | Renault EF15B 1.5 V6t         | G      |
| John Player Special Team Lotus | 12  | Ayrton Senna       | Lotus 98T      | Renault EF15B 1.5 V6t         | G      |
| West Zakspeed Racing           | 14  | Jonathan Palmer    | Zakspeed 861   | Zakspeed 1500/4 1.5 L4t       | G      |
| West Zakspeed Racing           | 29  | Huub Rothengatter  | Zakspeed 861   | Zakspeed 1500/4 1.5 L4t       | G      |
| Team Haas (USA) Ltd            | 15  | Alan Jones         | Lola THL2      | Ford Cosworth GBA 1.5 V6t     | G      |
| Team Haas (USA) Ltd            | 16  | Patrick Tambay     | Lola THL2      | Ford Cosworth GBA 1.5 V6t     | G      |
| Barclay Arrows BMW             | 17  | Christian Danner   | Arrows A8      | BMW M12/13 1.5 L4t            | G      |
| Barclay Arrows BMW             | 18  | Thierry Boutsen    | Arrows A8      | BMW M12/13 1.5 L4t            | G      |
| Benetton Formula Ltd           | 19  | Teo Fabi           | Benetton B186  | BMW M12/13 1.5 L4t            | P      |
| Benetton Formula Ltd           | 20  | Gerhard Berger     | Benetton B186  | BMW M12/13 1.5 L4t            | P      |
| Osella Squadra Corse           | 21  | Piercarlo Ghinzani | Osella FA1G    | Alfa Romeo 890T 1.5 V8t       | P      |
| Osella Squadra Corse           | 22  | Alex Caffi         | Osella FA1F    | Alfa Romeo 890T 1.5 V8t       | P      |
| Minardi F1 Team                | 23  | Andrea de Cesaris  | Minardi M186   | Motori Moderni 615-90 1.5 V6t | P      |
| Minardi F1 Team                | 24  | Alessandro Nannini | Minardi M185B  | Motori Moderni 615-90 1.5 V6t | P      |
| Équipe Ligier                  | 25  | René Arnoux        | Ligier JS27    | Renault EF15 1.5 V6t          | P      |
| Équipe Ligier                  | 26  | Philippe Alliot    | Ligier JS27    | Renault EF15 1.5 V6t          | P      |
| Scuderia Ferrari SpA SEFAC     | 27  | Michele Alboreto   | Ferrari F1/86  | Ferrari 032 1.5 V6t           | G      |
| Scuderia Ferrari SpA SEFAC     | 28  | Stefan Johansson   | Ferrari F1/86  | Ferrari 032 1.5 V6t           | G      |
| Jolly Club SpA                 | 31  | Ivan Capelli       | AGS JH21C      | Motori Moderni 615-90 1.5 V6t | P      |

## Klassifikationen

### Qualifying
| Pos. | Fahrer             | Konstrukteur           | Qualifikationstraining 1 | Qualifikationstraining 1 | Qualifikationstraining 2 | Qualifikationstraining 2 | Start |
| Pos. | Fahrer             | Konstrukteur           | Zeit                     | Ø-Geschwindigkeit        | Zeit                     | Ø-Geschwindigkeit        | Start |
| ---- | ------------------ | ---------------------- | ------------------------ | ------------------------ | ------------------------ | ------------------------ | ----- |
| 01   | Teo Fabi           | Benetton-BMW           | 1:26,019                 | 242,737 km/h             | 1:24,078                 | 248,341 km/h             | 01    |
| 02   | Alain Prost        | McLaren-TAG-Porsche    | 1:26,885                 | 240,318 km/h             | 1:24,514                 | 247,060 km/h             | 02    |
| 03   | Nigel Mansell      | Williams-Honda         | 1:26,181                 | 242,281 km/h             | 1:24,882                 | 245,989 km/h             | 03    |
| 04   | Gerhard Berger     | Benetton-BMW           | 1:25,580                 | 243,982 km/h             | 1:24,885                 | 245,980 km/h             | 04    |
| 05   | Ayrton Senna       | Lotus-Renault          | 1:25,363                 | 244,602 km/h             | 1:24,916                 | 245,890 km/h             | 05    |
| 06   | Nelson Piquet      | Williams-Honda         | 1:26,614                 | 241,070 km/h             | 1:25,137                 | 245,252 km/h             | 06    |
| 07   | Derek Warwick      | Brabham-BMW            | keine Zeit               | –                        | 1:25,175                 | 245,142 km/h             | 07    |
| 08   | Keke Rosberg       | McLaren-TAG-Porsche    | 1:26,742                 | 240,714 km/h             | 1:25,378                 | 244,559 km/h             | 08    |
| 09   | Michele Alboreto   | Ferrari                | keine Zeit               | –                        | 1:25,549                 | 244,071 km/h             | 09    |
| 10   | Riccardo Patrese   | Brabham-BMW            | 1:27,348                 | 239,044 km/h             | 1:26,111                 | 242,478 km/h             | 10    |
| 11   | René Arnoux        | Ligier-Renault         | 1:27,928                 | 237,467 km/h             | 1:26,187                 | 242,264 km/h             | 11    |
| 12   | Stefan Johansson   | Ferrari                | 1:26,517                 | 241,340 km/h             | 1:26,422                 | 241,605 km/h             | 12    |
| 13   | Thierry Boutsen    | Arrows-BMW             | 1:28,051                 | 237,135 km/h             | 1:26,754                 | 240,681 km/h             | 13    |
| 14   | Philippe Alliot    | Ligier-Renault         | 1:27,287                 | 239,211 km/h             | 1:27,269                 | 239,260 km/h             | 14    |
| 15   | Patrick Tambay     | Lola-Ford              | 1:29,744                 | 232,662 km/h             | 1:27,808                 | 237,792 km/h             | 15    |
| 16   | Christian Danner   | Arrows-BMW             | 1:30,397                 | 230,981 km/h             | 1:27,923                 | 237,481 km/h             | 16    |
| 17   | Johnny Dumfries    | Lotus-Renault          | 1:28,857                 | 234,984 km/h             | 1:28,024                 | 237,208 km/h             | 17    |
| 18   | Alan Jones         | Lola-Ford              | keine Zeit               | –                        | 1:28,043                 | 237,157 km/h             | 18    |
| 19   | Alessandro Nannini | Minardi-Motori Moderni | 1:29,239                 | 233,978 km/h             | 1:28,690                 | 235,427 km/h             | 19    |
| 20   | Martin Brundle     | Tyrrell-Renault        | 1:31,266                 | 228,782 km/h             | 1:29,125                 | 234,278 km/h             | 20    |
| 21   | Andrea de Cesaris  | Minardi-Motori Moderni | 1:31,375                 | 228,509 km/h             | 1:29,561                 | 233,137 km/h             | 21    |
| 22   | Jonathan Palmer    | Zakspeed               | 1:32,064                 | 226,799 km/h             | 1:29,659                 | 232,882 km/h             | 22    |
| 23   | Philippe Streiff   | Tyrrell-Renault        | 1:30,199                 | 231,488 km/h             | 1:30,976                 | 229,511 km/h             | 23    |
| 24   | Huub Rothengatter  | Zakspeed               | 1:32,726                 | 225,180 km/h             | 1:30,904                 | 229,693 km/h             | 24    |
| 25   | Ivan Capelli       | AGS-Motori Moderni     | keine Zeit               | –                        | 1:33,844                 | 222,497 km/h             | 25    |
| 26   | Piercarlo Ghinzani | Osella-Alfa Romeo      | 1:36,128                 | 217,210 km/h             | 1:36,334                 | 216,746 km/h             | 26    |
| 27   | Alex Caffi         | Osella-Alfa Romeo      | 1:36,900                 | 215,480 km/h             | 1:38,493                 | 211,995 km/h             | 27    |

### Rennen
| Pos. | Fahrer             | Konstrukteur           | Runden | Stopps | Zeit        | Start | Schnellste Runde |
| ---- | ------------------ | ---------------------- | ------ | ------ | ----------- | ----- | ---------------- |
| 01   | Nelson Piquet      | Williams-Honda         | 51     | 1      | 1:17:42,889 | 06    | 1:28,173 (35.)   |
| 02   | Nigel Mansell      | Williams-Honda         | 51     | 1      | + 9,828     | 03    | 1:28,803 (41.)   |
| 03   | Stefan Johansson   | Ferrari                | 51     | 1      | + 22,915    | 12    | 1:28,625 (43.)   |
| 04   | Keke Rosberg       | McLaren-TAG-Porsche    | 51     | 0      | + 53,809    | 08    | 1:29,221 (47.)   |
| 05   | Gerhard Berger     | Benetton-BMW           | 50     | 1      | + 1 Runde   | 04    | 1:28,191 (43.)   |
| 06   | Alan Jones         | Lola-Ford              | 49     | 0      | + 2 Runden  | 18    | 1:31,050 (43.)   |
| 07   | Thierry Boutsen    | Arrows-BMW             | 49     | 0      | + 2 Runden  | 13    | 1:32,934 (30.)   |
| 08   | Christian Danner   | Arrows-BMW             | 49     | 0      | + 2 Runden  | 16    | 1:32,224 (41.)   |
| 09   | Philippe Streiff   | Tyrrell-Renault        | 49     | 0      | + 2 Runden  | 23    | 1:33,625 (40.)   |
| 10   | Martin Brundle     | Tyrrell-Renault        | 49     | 0      | + 2 Runden  | 20    | 1:33,391 (14.)   |
| –    | Alex Caffi         | Osella-Alfa Romeo      | 45     | 0      | NC          | 27    | 1:39,818 (07.)   |
| –    | Teo Fabi           | Benetton-BMW           | 44     | 1      | DNF         | 01    | 1:28,099 (35.)   |
| –    | Michele Alboreto   | Ferrari                | 33     | 0      | DNF         | 09    | 1:30,141 (11.)   |
| –    | Andrea de Cesaris  | Minardi-Motori Moderni | 33     | 0      | DNF         | 21    | 1:33,776 (20.)   |
| –    | Ivan Capelli       | AGS-Motori Moderni     | 31     | 0      | DNF         | 25    | 1:36,290 (10.)   |
| –    | René Arnoux        | Ligier-Renault         | 30     | 2      | DNF         | 11    | 1:31,514 (21.)   |
| –    | Jonathan Palmer    | Zakspeed               | 27     | 2      | DNF         | 22    | 1:35,845 (06.)   |
| –    | Philippe Alliot    | Ligier-Renault         | 22     | 0      | DNF         | 14    | 1:32,244 (21.)   |
| –    | Johnny Dumfries    | Lotus-Renault          | 18     | 0      | DNF         | 17    | 1:32,605 (10.)   |
| –    | Derek Warwick      | Brabham-BMW            | 16     | 0      | DNF         | 07    | 1:32,444 (12.)   |
| –    | Alessandro Nannini | Minardi-Motori Moderni | 15     | 0      | DNF         | 19    | 1:34,401 (12.)   |
| –    | Piercarlo Ghinzani | Osella-Alfa Romeo      | 12     | 0      | DNF         | 26    | 1:37,179 (11.)   |
| –    | Patrick Tambay     | Lola-Ford              | 2      | 0      | DNF         | 15    | 1:34,443 (02.)   |
| –    | Riccardo Patrese   | Brabham-BMW            | 2      | 0      | DNF         | 10    | 1:34,972 (02.)   |
| –    | Huub Rothengatter  | Zakspeed               | 1      | 0      | DNF         | 24    | 1:58,761 (01.)   |
| –    | Ayrton Senna       | Lotus-Renault          | 0      | 0      | DNF         | 05    | –                |
| DSQ  | Alain Prost        | McLaren-TAG-Porsche    | 27     | 0      | DNF         | 02    | 1:29,501 (16.)   |

## WM-Stände nach dem Rennen
Die ersten sechs des Rennens bekamen 9, 6, 4, 3, 2 bzw. 1 Punkt(e). In der Fahrerwertung wurden die besten elf Resultate, in der Konstrukteurswertung alle Resultate gewertet.

### Fahrerwertung
| Pos. | Fahrer           | Konstrukteur        | Punkte |
| ---- | ---------------- | ------------------- | ------ |
| 01   | Nigel Mansell    | Williams-Honda      | 61     |
| 02   | Nelson Piquet    | Williams-Honda      | 56     |
| 03   | Alain Prost      | McLaren-TAG-Porsche | 53     |
| 04   | Ayrton Senna     | Lotus-Renault       | 48     |
| 05   | Keke Rosberg     | McLaren-TAG-Porsche | 22     |
| 06   | Stefan Johansson | Ferrari             | 18     |
| 07   | Jacques Laffite  | Ligier-Renault      | 14     |
| 08   | René Arnoux      | Ligier-Renault      | 14     |
| 09   | Michele Alboreto | Ferrari             | 12     |
| 10   | Gerhard Berger   | Benetton-BMW        | 8      |
| 11   | Martin Brundle   | Tyrrell-Renault     | 5      |
| 12   | Alan Jones       | Lola-Hart/-Ford     | 4      |
| 13   | Riccardo Patrese | Brabham-BMW         | 2      |
| 14   | Patrick Tambay   | Lola-Hart/-Ford     | 2      |
| 15   | Teo Fabi         | Benetton-BMW        | 2      |
| 16   | Johnny Dumfries  | Lotus-Renault       | 2      |

| Pos. | Fahrer             | Konstrukteur                   | Punkte |
| ---- | ------------------ | ------------------------------ | ------ |
| 17   | Philippe Streiff   | Tyrrell-Renault                | 1      |
| 18   | Christian Danner   | Arrows-BMW / Osella-Alfa Romeo | 1      |
| 19   | Thierry Boutsen    | Arrows-BMW                     | 0      |
| 20   | Derek Warwick      | Brabham-BMW                    | 0      |
| 21   | Jonathan Palmer    | Zakspeed                       | 0      |
| 22   | Huub Rothengatter  | Zakspeed                       | 0      |
| 23   | Elio de Angelis    | Brabham-BMW                    | 0      |
| 24   | Marc Surer         | Arrows-BMW                     | 0      |
| 25   | Philippe Alliot    | Ligier-Renault                 | 0      |
| 26   | Piercarlo Ghinzani | Osella-Alfa Romeo              | 0      |
| 27   | Allen Berg         | Osella-Alfa Romeo              | 0      |
| –    | Alessandro Nannini | Minardi-Motori Moderni         | 0      |
| –    | Andrea de Cesaris  | Minardi-Motori Moderni         | 0      |
| –    | Alex Caffi         | Osella-Alfa Romeo              | 0      |
| –    | Eddie Cheever      | Lola-Hart/-Ford                | 0      |
| –    | Ivan Capelli       | AGS-Motori-Moderni             | 0      |

### Konstrukteurswertung
| Pos. | Konstrukteur        | Punkte |
| ---- | ------------------- | ------ |
| 01   | Williams-Honda      | 117    |
| 02   | McLaren-TAG-Porsche | 75     |
| 03   | Lotus-Renault       | 50     |
| 04   | Ferrari             | 30     |
| 05   | Ligier-Renault      | 28     |
| 06   | Benetton-BMW        | 10     |
| 07   | Lola-Hart/-Ford     | 6      |

| Pos. | Konstrukteur           | Punkte |
| ---- | ---------------------- | ------ |
| 08   | Tyrrell-Ford           | 6      |
| 09   | Brabham-BMW            | 2      |
| 10   | Arrows-BMW             | 1      |
| 11   | Zakspeed               | 0      |
| 12   | Osella-Alfa Romeo      | 0      |
| –    | Minardi-Motori Moderni | 0      |
| –    | AGS-Motori Moderni     | 0      |